# Aleksa Radanov
Aleksa Radanov (in serbo Алекса Раданов?; Belgrado, 1º febbraio 1998) è un cestista serbo.

## Palmarès
- Campionato serbo: 3

Stella Rossa: 2017-18, 2018-19, 2020-21
- Coppa di Serbia: 1

Stella Rossa: 2021
- Lega Adriatica: 3

Stella Rossa: 2014-2015, 2018-19, 2020-21
- Supercoppa di Lega Adriatica: 1

Stella Rossa: 2018